# Одісей та острів туманів
«Одіссей та острів туманів» (англ. Odysseus & the Isle of Mists; інша назва «Одіссей: Подорож до підземного світу») — фільм режисера Террі Інгрема, що вийшов у прокат 2008 року, вільна інтерпретація класичного античного сюжету про знаменитого блукальця.

## Сюжет
Одіссей та його команда терплять корабельну аварію поряд з островом туманів. Однак з'ясовується, що це місце кишить крилатими істотами, які прямо-таки бажають поласувати плоттю і кров'ю прибульців. Весь острів повний слідами їх бенкетів у вигляді людських скелетів. Несподівано з'являється прекрасна жінка, при появі якої гарпії зникають. Чарівниця пропонує мореплавцям своє заступництво в обмін на те, що після будівництва плоту вони візьмуть її з собою.
Однак уві сні Одіссею з'являється Афіна, яка говорить мандрівникові, що їх покровителька насправді це богиня Персефона, яка втекла від свого чоловіка Аїда, за що була навічно ув'язнена богами на цьому острову. І завдання мореплавців не рятувати, а вбити занепалу богиню. Афіна дає пораду, як можна впоратися з монстрами, що, однак мало допомагає людям, які продовжують гинути в битвах з гарпіями.
Персефона, прийнявши вигляд Пенелопи, спокушає Одіссея, а на ранок ставить йому ультиматум — або герой стане її чоловіком і допоможе занепалій богині стати правителькою і світу мертвих, і світу живих, або загине. Одіссей і його супутники намагаються бігти, але богиня напускає на них гарпій. Тоді герой звертається до Афіні, яка пропонує йому згадати про свою хитромудрість. Моряки одягаються в смердячий одяг мерців, що допомагає їм сховатися від монстрів. Вони проникають в храм Аїда, де знаходять меч пекельного вогню. Одіссей пронизує цим артефактом Персефону, що вбиває занепалу богиню. Негайно ж до острова припливає корабель, який повертає їх в Ітаку. Гомер вирішує написати про подорожі.

## У ролях
- Арнольд Вослу — «Одіссей»
- Стів Бачіч — «Еврілох»
- Джей Ар Борн — «Перімед»
- Стефані фон Пфеттен — «Персефона»
- Рендал Едвардс — «Гомер»
- Леа Гібсон — «Пенелопа»
- Соня Саломяа — «Афіна»
- Перрі Лонг — «Гомер в старості»
- Майк Антонакос — «Крістос»